# Kerstin Metzner

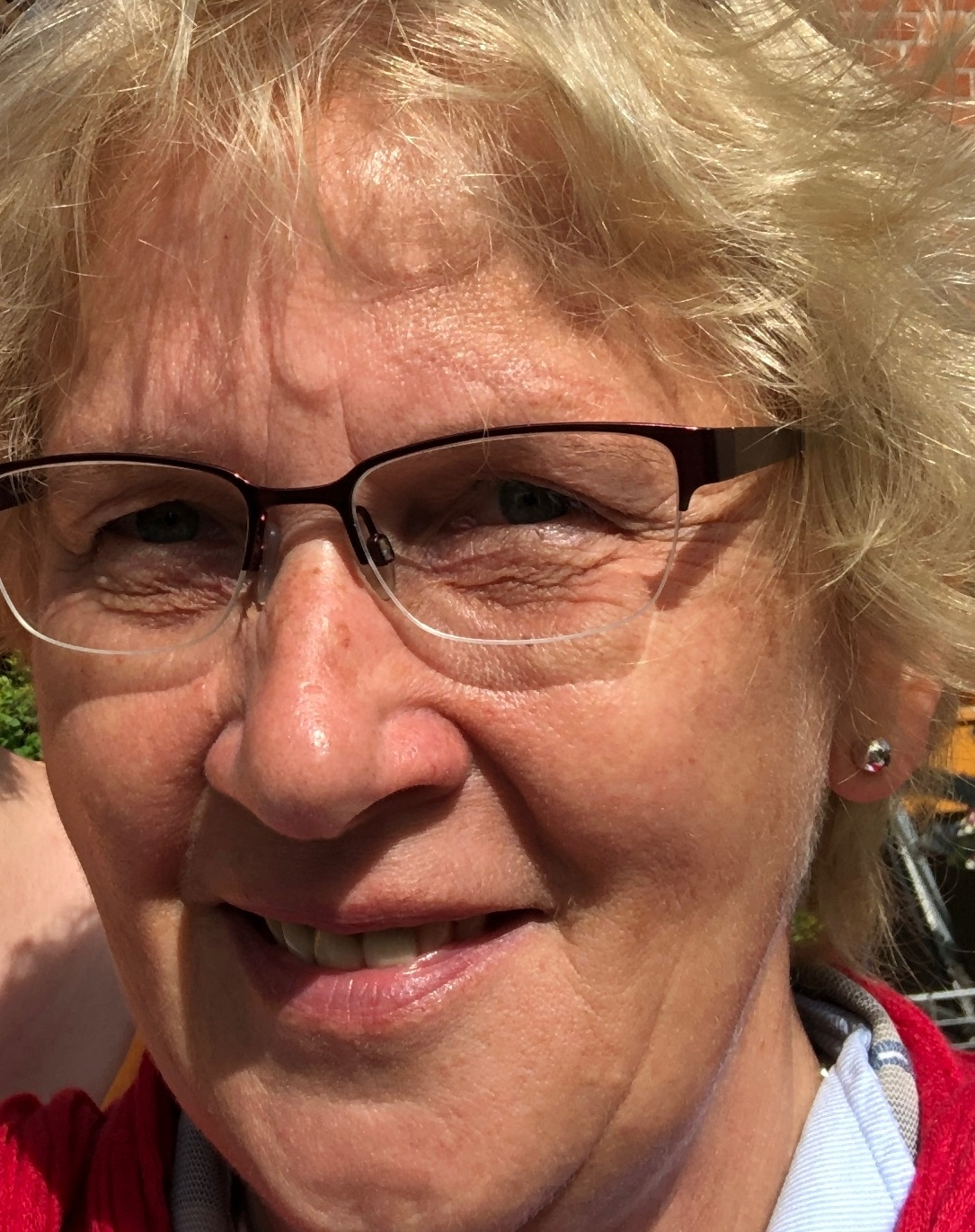
Kerstin Metzner (2019)

Kerstin Metzner (* 28. März 1961 in Penzlin) ist eine deutsche Ingenieurin und Politikerin (SPD). Von 2017 bis 2022 war sie direkt gewähltes Mitglied des Schleswig-Holsteinischen Landtags für den Wahlkreis Lübeck-West.

## Leben
Nach dem Abschluss der 10. Klasse an der Polytechnischen Oberschule 1977 absolvierte Metzner eine Lehre zur Baufacharbeiterin, die sie 1979 abschloss und studierte anschließend Ingenieurbau an der Ingenieurhochschule  Wismar. 1984 schloss sie ihr Studium als Dipl.-Ing. ab und wurde Wissenschaftliche Assistentin an der Ingenieurhochschule Wismar. 1990 absolvierte sie zunächst eine Ausbildung und trat dann in den gehobenen bautechnischen Dienst bei der Wasser- und Schifffahrtsverwaltung (WSV) ein. Seit 1996 war sie beim Wasserstraßen- und Schifffahrtsamt Lübeck tätig. Ein berufsbegleitendes Aufbaustudium Dipl.-Ing. Wasserbau an der Technischen Universität Dresden schloss sie 2004 ab.
Von 2013 bis 2014 war Metzner Mitglied im Hauptvorstand des Zentralverbandes der Ingenieurvereine e. V. (zbi).
Kerstin Metzner hat zwei erwachsene Kinder.

## Politisches Engagement
Seit Mai 2012 ist Metzner Mitglied in der SPD und im Lübecker Ortsverein Holstentor Süd aktiv.
Bei den Kommunalwahlen in Schleswig-Holstein 2013 wurde sie zum Mitglied der Lübecker Bürgerschaft im Wahlkreis 11 (St. Lorenz-Nord) gewählt. Dort wurde sie Mitglied im SPD-Fraktionsvorstand und ist seit 2014 Mitglied im Aufsichtsrat der Stadtwerke Lübeck GmbH und war im Stiftungsrat Lübecker Altstadt.
Seit 2015 ist sie Mitglied im Landesparteirat der SPD Schleswig-Holstein.
Bei der Landtagswahl in Schleswig-Holstein 2017 wurde sie im Landtagswahlkreis 32 Lübeck-West mit 38,7 Prozent der Erststimmen direkt in den Landtag gewählt. Dort wirkte sie als Mitglied im Umwelt- und Agrarausschuss, sowie im Wirtschaftsausschuss. Bei der Nominierung für das Direktmandat im Wahlkreis Lübeck-West zur Landtagswahl 2022 unterlag sie der früheren Juso-Landesvorsitzenden Sophia Schiebe. Sie schied im Juni 2022 aus dem Landtag aus.